# Louhisaarenaukko
Louhisaarenaukko är ett sund i Finland.   Det ligger i landskapet Egentliga Finland, i den sydvästra delen av landet, 180 km väster om huvudstaden Helsingfors.
Louhisaarenaukko är den södra delen av Mynälahti och avgränsas av Keräsaari och Vähämaa i väster, Torni och Saarninen i norr, fastlandet vid Villnäs i öster samt Livonsaari i söder. Den ansluter till Mustaaukko i söder och Antajankurkku i sydväst.